# بخش پرن
بخش پرن (به انگلیسی: Peren district) یک بخش در هند است که در ناگالند واقع شده‌است. بخش پرن ۲٬۳۰۰ کیلومتر مربع مساحت و ۹۴٬۹۵۴ نفر جمعیت دارد و ۱٬۴۴۵ متر بالاتر از سطح دریا واقع شده‌است.